# Colonial National Invitational 1971
Il Colonial National Invitational 1971 è stato un torneo di tennis giocato sul cemento. È stata la 10ª edizione del Colonial National Invitational, che fa parte del World Championship Tennis 1971. Si è giocato a Fort Worth negli USA, dal 22 al 28 agosto 1971.

## Campioni

### Singolare
Rod Laver ha battuto in finale  Marty Riessen con il punteggio di 2–6, 6–4, 3–6, 7–5, 6–3

### Doppio
Roy Emerson /  Rod Laver hanno battuto in finale  Tom Okker /  Marty Riessen con il punteggio di 6–4, 7–5